# Jack Stamp
Jack Stamp (College Park, 5 maart 1954) is een Amerikaans componist, muziekpedagoog en dirigent.

## Levensloop
Stamp studeerde aan de Indiana University of Pennsylvania in Indiana, waar hij zijn Bachelor of Science in muziekopleiding behaalde. Aansluitend studeerde hij aan de East Carolina University (ECU) in Greenville en behaalde daar zijn Master of Music. Zijn compositieleraren waren vooral Robert Washburn en Fisher Tull. Verder studeerde hij aan de Michigan State University in East Lansing dirigeren bij Eugene Corporon, waar hij promoveerde tot Doctor of Musical Arts.
Hij werd professor en hoofd van de afdeling Schone Kunsten aan de Campbell University in Buies Creek, North Carolina. Naast deze werkzaamheden was hij actief aan de openbare scholen in North Carolina, onder andere bij de John T. Hoggard High School in Wilmington, van 1978 tot 1982 en was eveneens dirigent van de Duke University Wind Symphony in 1988 tot 1989 en dirigent van de Triangle British Brass Band, die hij naar een overwinning in de National Brass Band Championship in 1989 leidde. Sinds 1990 is hij professor en hij werd later directeur van de Band studies aan de Indiana University of Pennsylvania (IUP) in Indiana. Eveneens is hij dirigent van het Wind Ensemble en van de Symphonic Wind Band en leert HaFa-directie. Stamp verzorgde als dirigent vele premières van werken van bekende Amerikaanse componisten, zoals David Diamond, Norman Dello Joio, Michael Torke, Samuel Adler, Robert Ward, Robert Washburn, Fisher Tull, Nancy Galbraith en Bruce Yurko.
Als gastdirigent is hij werkzaam in de hele Verenigde Staten en in het Verenigd Koninkrijk.
Als componist werkt hij voor bekende harmonieorkesten van de Amerikaanse universiteiten en voor vooraanstaande militaire orkesten. In 1996 won hij de Orpheus Award van de componisten broederschap Zeta Tau Chapter of Phi Mu Alpha en in 1999 werd hij onderscheiden met de Citation of Excellence van de Pennsylvania Music Educators Association.

## Composities

### Werken voor orkest
- Chorale, Scherzo, and Dance
- Iridium

### Werken voor harmonieorkest
- 1977 Antithigram
- 1999 Elegy, voor althobo en harmonieorkest
- 1999 Melting of the Winter's Snow, voor sopraan en harmonieorkest - tekst: Catherine Boyles
- 2000 Four Maryland Songs, voor sopraan en harmonieorkest
  1. At the Edge of the Choptank River - tekst: J.P. Gelletly
  2. A Maryland Road - tekst: W.C. Thurston
  3. On Chesapeake Shores: A Fisherman's Sonnet - tekst: Albert Dawling
  4. The Sires of Seventy-Six - tekst: John N. McJuton
- 2002 Fanfare uit "All Hail the Power" (samen met: Timothy Mahr, Andrew Boysen, Jr., Joseph Pappas en David R. Gillingham)
- 2003 Bandancing
- 2003 Ike, voor spreker en harmonieorkest - tekst: Dr. Joseph M. Dailey[1]
  1. His early years and West Point
  2. D-Day
  3. The presidency
- Aloft!
- As If Morning Might Arrive
- Aubrey Fanfare
- Be Thou My Vision
- Canticle
- Cenotaph (Fanfare for Band)
- Cheers!
- Chorale and Tocatta
- Cloudsplitter Fanfare
- Declamation on a Hymn Tune
- Divertimento in F
- Elegy and Affirmation
- Escapade
- Fanfare for a new Era
- Fanfare for The Great Hall
- Fanfare: Sinfonia
- Five Contrasts
- Gavorkna Fanfare
- Harnett County Celebration
- Held still in Quick of Grace
- In Final Obedience: A Elegy for Narrator and Band
- In this hid clearing...
- Lonestar Fanfare
- Love's Philosophy
- Past The Equinox
- Pastime: A Salute to Baseball
- Prayer & Jubilation
- Remembrance of things to come
- Ricercare
- Symphony No. 1 - "In Memoriam David Diamond"
- The Beltway Jam
- Three Places In England
- Variations on a Bach Chorale: "Nimm von uns, Herr, Du treuer Gott"
- Vox Populi
- With Trump & Wing

### Kamermuziek
- Elegy for English Horn, voor althobo en piano

### Werken voor slagwerk
- 2003 Vociferation, voor dertien slagwerkers
- Daybreak, voor marimba ensemble
- The "O" Zone, voor twaalf slagwerkers

## Discografie
- Keystone Wind Ensemble, o.l.v. Jack Stamp, Alfred Reed: Festival Prelude, Passacaglia, Klavier Records
- Citadel label: Past the Equinox: The Music of Jack Stamp, Keystone Winds, o.l.v. Jack Stamp
- Citadel label: Cloudsplitter, Keystone Winds, o.l.v. Jack Stamp
- Citadel label: Night Fantasy: The Wind Music of Robert Ward,  Keystone Winds, o.l.v. Jack Stamp
- Citadel label: Divertimento: Wind Music by American Composers, Keystone Winds, o.l.v. Jack Stamp
- Citadel label: Celebrations, Keystone Winds, o.l.v. Jack Stamp
- Citadel label: Wind Visions: The Music of Samuel Adler, Keystone Winds, o.l.v. Jack Stamp
- Citadel label: The Composer’s Voice: The Music of Norman Dello Joio, Keystone Winds, o.l.v. Jack Stamp